# روول مارتین
روول مارتین (زاده ۱۰ اوت ۱۹۸۲) بازیکن سابق فوتبال آمریکایی است. او در کالج فوتبال stetson بازی کرده‌است. مارتین همچنین برای تیم‌های آمستردام Admirals و گرین بی پکرز و St. Louis Rams و سیاتل سی‌هاکسو بافلو بیلز بازی کرده‌است.